# 템포 (브랜드)

로고

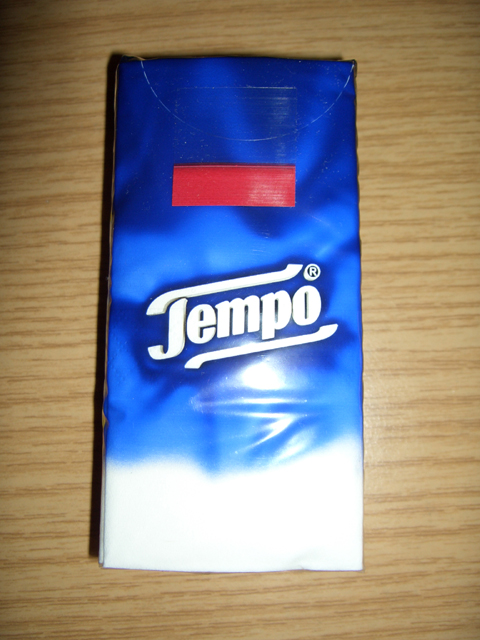
템포 손수건 포장 (2006년)

템포(Tempo)는 독일 최초의 종이 손수건 브랜드이다. 오늘날 이 브랜드는 에시티 소유이다.
이 브랜드명은 시간이 지나면서 독일에서 일반 명사로 자리 잡았고, 구어체에서는 다른 브랜드의 종이 손수건도 종종 "템포 손수건" 또는 줄여서 "템포"라고 불렸다.

## 역사
셀룰로스로 만든 일회용 종이 손수건은 Vereinigte Papierwerke AG의 두 유대인 주요 소유주인 오스카 로젠펠더 (1878년–1950년)와 그의 형 에밀 로젠펠더 (1861년–1945년/1946년)의 제품 아이디어였다. 오스카는 1929년 1월 29일 베를린의 독일 특허청에 템포 브랜드를 등록했다. 나치즘은 그들에게 회사를 팔도록 강요했다.
1935년 템포는 1억 5천만 개의 제품을 생산했다. 이 숫자는 1955년에 10억 개로, 1962년에는 40억 개 이상으로 증가했다.
2001년, 이 브랜드는 SCA에 매각되었다. 분사 이후, 템포는 에시티의 일부가 되었다.

## 문헌
- 오이겐 로트: Das kleine Buch vom Taschentuch. 뉘른베르크 1954년.
- VP-Schickedanz AG (발행인): Tempo, 50 Jahre, Dokumentation eines immer jungen Markenartikels. 뉘른베르크 1979년.
- VP-Schickedanz AG (발행인): Tempo, 60 Jahre, Die Geschichte einer bahnbrechenden Idee. 뉘른베르크 1989년.